# Samuel Hickson
Samuel Hickson là một cầu thủ bóng đá người Anh từng thi đấu cho câu lạc bộ Bỉ Liège từ năm 1895 đến năm 1903. Ông là vua phá lưới ở Belgian First Division mùa giải 1895–96 và 1896–97.